# Lefebvre (motorfiets)
Lefebvre is een Belgisch historisch merk van motorfietsen.
De bedrijfsnaam was: C. Lefebvre & Co., Constructeurs, à Ciney. 
De Levebvre motorfiets verscheen in 1904 in een advertentie in "l'Automobile Illustré" en werd geadverteerd als "de meest elegante, solide, simpele, rigide, praktische en resistente motorfiets". Hij was voorzien van een - toen heel gebruikelijke - snuffelklepmotor die in een bijzonder frame was gemonteerd. Zoals ook bij de eerste Indians stond de motor licht achterover hellend onder het zadel, maar in tegenstelling tot de Indian verving hij de framebuis niet. Het frame maakte een bocht omhoog over de motor heen. Achter de motor zat de trapperas met de aanfietsketting, het achterwiel werd rechtstreeks vanaf de krukas door een riem aangedreven. Heel erg praktisch was de motor niet: het geadverteerde model was niet voorzien van spatborden, wat toch heel normaal zou zijn omdat de motorfietsen in die tijd gemotoriseerde fietsen waren.